# Vera Farmiga
Vera Ann Farmiga (/fɑːrˈmiːɡə/;  Clifton, New Jersey, 1973. augusztus 6. –) ukrán származású amerikai színésznő. Pályafutását a Szembesítés című színdarab 1996-os Broadway-feldolgozásában kezdte. A filmes áttörést a 2004-es Csontodiglan című filmdráma főszerepe hozta el számára. Kritikai elismerést kapott a 2009-es Egek ura című vígjáték-dráma főszerepéért, amelyért többek között jelölték A legjobb női mellékszereplőnek járó Oscar-díjra is.
Farmiga 2011-ben debütált rendezőként A hit arca című drámafilmmel, amelyben a főszerepet is ő játszotta. Főszerepet játszott A mandzsúriai jelölt (2004) című politikai thrillerben, A tégla (2006) című bűnügyi drámában, A csíkos pizsamás fiú (2008) című történelmi drámában, a Forráskód (2011) és a Védhetetlen (2012) című thrillerekben, A bíró (2014) című jogi drámában, az Így ne legyél elnök (2018) című életrajzi drámában, a Godzilla II - A szörnyek királya (2019) című szörnyfilmben és A maffia szentjei (2021) című krimiben. Szerepelt még a Netflix A Central parki ötök (2019) című minisorozatában, amelyért Primetime Emmy-díjra jelölték, a Disney+ Sólyomszem (2021) című minisorozatában, amely a Marvel-moziverzumban játszódik, valamint az Apple TV+ Öt nap a kórházban (2022) című minisorozatában.
Farmiga alakította Lorraine Warren paranormális kutatót a Démonok között univerzum filmjeiben: Démonok között (2013), Démonok között 2. (2016), Annabelle 3. – Hazatérés (2019) és Démonok között 3. – Az ördög kényszerített (2021). 2013 és 2017 között Norma Louise Bates szerepét játszotta az A&E csatorna Bates Motel – Psycho a kezdetektől című horrorsorozatában, amiért Primetime Emmy-díjra jelölték. Ezek az alakítások, valamint a Joshua (2007) és Az árva (2009) című filmekben játszott főszerepei révén a horror műfaj egyik legkedveltebb színésznője.

## Élete

### Fiatalkora és családja
Farmiga, hét testvér második legidősebbike Cliftonban született, New Jersey államban, Michael és Luba Farmiga ukrán bevándorló szülőktől. Zárt ukrán-amerikai közösségben nevelkedett, egészen hatéves koráig nem beszélte az angol nyelvet. Ukrán katolikus iskolába járt és egy ukrán néptánc-együttessel turnézott. 1991-ben érettségizett a Hunterdon Central Regional High Schoolban.

### Pályafutása
Noha eredetileg szemésznek készült, Farmiga a Syracuse University School of Visual and Performing Artsban tanult vizuális- és előadóművészetet. 1996-ban került sor Broadway-debütjére beugróként a Szembesítés című darabban. Ugyanebben az évben Miranda szerepét játszotta az American Conservatory Theater produkciójában előadott A viharban. Az 1990-es évek végén továbbra is megjelent mind színpadon és televízióban, első filmszerepére pedig 1998-ban került sor a Visszatérés a paradicsomba című moziban.
A 2000-es években számos élvonalbeli filmben tűnt fel, úgymint az Ősz New Yorkban és a 15 perc hírnév. 2004-ben Denzel Washingtonnal és Meryl Streeppel szerepelt együtt A mandzsúriai jelölt feldolgozásában. A következő éven a Csontodiglan című független filmben játszott főszerepéért elnyerte a Lost Angeles-i Filmkritikusok Szövetsége legjobb színésznőnek járó díját. Farmiga a közelmúltban Paul Walker oldalán volt látható a Running Scared nevet viselő akciófilmben, illetve Martin Scorsese A tégla című rendezésében, melyben Matt Damon és Leonardo DiCaprio vágyainak tárgyát testesítette meg. 2013 és 2017 között Norma szerepében a Bates Motel – Psycho a kezdetektől című sorozat egyik főszereplője volt.

### Magánélete
Farmiga korábban Sebastian Roache színész felesége volt, akivel a Roar című sorozatban szerepeltek együtt. A széria 1997-es megszűnése után a Bahamákra utaztak. 2005-ben a házasság válással végződött. 2008-ban a zenész Renn Hawkeyhoz ment feleségül, és két gyermekük született, fiuk Fynn 2009-ben, leányuk Gytta Lubow Hawkey 2010-ben. Vera Farmiga férjével és gyermekeivel New York államban, Hudson Valley-ben él. Ezen kívül Los Angelesben, Californiában is dolgozik. Egyéb tevékenységei a színészeten kívül az olvasás, a zongorázás, valamint angórakecskéivel tölti idejét (gyermekkora óta szenvedélye).

## Filmográfia

### Film
| Év   | Magyar cím                                 | Eredeti cím                              | Szerep              | Magyar hang     | Rendező(k)              |
| ---- | ------------------------------------------ | ---------------------------------------- | ------------------- | --------------- | ----------------------- |
| 1998 | Visszatérés a Paradicsomba                 | Return to Paradise                       | Kerrie              | Solecki Janka   | Joseph Ruben            |
| 2000 | Alkalom szüli a...                         | The Opportunists                         | Miriam Kelly        |                 | Myles Connell           |
| 2000 | Ősz New Yorkban                            | Autumn in New York                       | Lisa Tyler          | Horváth Lili    | Joan Chen               |
| 2001 | 15 perc hírnév                             | 15 Minutes                               | Daphne Handlova     | Kiss Eszter     | John Herzfeld           |
| 2001 |                                            | Dust                                     | Amy                 |                 | Milčo Mančevski         |
| 2002 | Szerelmi sokszögek                         | Love in the Time of Money                | Greta               |                 | Peter Mattei            |
| 2002 | Bábu                                       | Dummy                                    | Lorena Fanchetti    |                 | Greg Pritikin           |
| 2004 | Csontodiglan                               | Down to the Bone                         | Irene Morrison      |                 | Debra Granik            |
| 2004 |                                            | Mind the Gap                             | Allison Lee         |                 | Eric Schaeffer          |
| 2004 | A mandzsúriai jelölt                       | The Manchurian Candidate                 | Jocelyne Jordan     |                 | Jonathan Demme          |
| 2005 | Sohaország                                 | Neverwas                                 | Eleanna             |                 | Joshua Michael Stern    |
| 2006 | Halálos hajsza                             | Running Scared                           | Teresa Gazelle      | Huszárik Kata   | Wayne Kramer            |
| 2006 | Bűnös viszonyok                            | Breaking and Entering                    | Oana                | Németh Kriszta  | Anthony Minghella       |
| 2006 | Látszólag könnyű                           | The Hard Easy                            | Dr. Charlie Brooks  |                 | Ari Ryan                |
| 2006 | A tégla                                    | The Departed                             | Dr. Madolyn Madden  | Peller Anna     | Martin Scorsese         |
| 2007 |                                            | Never Forever                            | Sophie Lee          |                 | Gina Kim                |
| 2007 | Joshua                                     | Joshua                                   | Abby Cairn          | Agócs Judit     | George Ratliff          |
| 2008 | Valamit, valamiért                         | Quid Pro Qu                              | Fiona Ankany        |                 | Carlos Brooks           |
| 2008 |                                            | In Transit                               | Dr. Natalia         |                 | Tom Roberts             |
| 2008 | Láncra vert igazság                        | Nothing but the Truth                    | Erica Van Doren     | Németh Kriszta  | Rod Lurie               |
| 2008 | A csíkos pizsamás fiú                      | The Boy in the Striped Pyjamas           | Elsa Hoess          | Major Melinda   | Mark Herman             |
| 2009 | Az árva                                    | Orphan                                   | Kate Coleman        | Szávai Viktória | Jaume Collet-Serra (2.) |
| 2009 |                                            | A Heavenly Vintage                       | Aurora de Valday    |                 | Niki Caro               |
| 2009 | Egek ura                                   | Up in the Air                            | Alex Goran          | Bertalan Ágnes  | Jason Reitman (1.)      |
| 2010 | Szív/rablók (Henry bűne)                   | Henry's Crime                            | Julie Ivanova       | Bertalan Ágnes  | Malcolm Venville        |
| 2011 | A hit arca                                 | Higher Ground                            | Corinne Walker      | Németh Borbála  | Vera Farmiga            |
| 2011 | Forráskód                                  | Source Code                              | Colleen Goodwin     | Németh Kriszta  | Duncan Jones            |
| 2012 |                                            | Goats                                    | Wendy Whitman       |                 | Christopher Neil        |
| 2012 | Védhetetlen                                | Safe House                               | Catherine Linklater | Kiss Erika      | Daniel Espinosa         |
| 2013 | Middleton                                  | At Middleton                             | Edith Martin        | Németh Kriszta  | Adam Rodgers            |
| 2013 | Démonok között                             | The Conjuring                            | Lorraine Warren     | Bertalan Ágnes  | James Wan (1.)          |
| 2013 | Közelebb a Holdhoz                         | Closer to the Moon                       | Alice Bercovich     |                 | Nae Caranfil            |
| 2014 | A bíró                                     | The Judge                                | Samantha Powell     | Pápai Erika     | David Dobkin            |
| 2016 | Hírhajhászok                               | Special Correspondents                   | Eleanor Finch       |                 | Ricky Gervais           |
| 2016 | Démonok között 2.                          | The Conjuring 2                          | Lorraine Warren     | Bertalan Ágnes  | James Wan (2.)          |
| 2016 |                                            | Burn Your Maps                           | Alise Firth         |                 | Jordan Roberts          |
| 2016 |                                            | The Escape (rövidfilm)                   | Dr. Nora Phillips   |                 | Neill Blomkamp          |
| 2017 |                                            | Unspoken (dokumentumfilm)                |                     |                 | Emma Zurcher-Long       |
| 2017 | Geneva Peschka                             | Unspoken (dokumentumfilm)                |                     |                 |                         |
| 2017 | Julia Ngeow                                | Unspoken (dokumentumfilm)                |                     |                 |                         |
| 2018 | The Commuter – Nincs kiszállás             | The Commuter                             | Joanna              | Szávai Viktória | Jaume Collet-Serra (1.) |
| 2018 | Családi szívás                             | Boundaries                               | Laura Jaconi        | Bertalan Ágnes  | Shana Feste             |
| 2018 | Így ne legyél elnök                        | The Front Runner                         | Oletha "Lee" Hart   | Németh Kriszta  | Jason Reitman (2.)      |
| 2018 |                                            | Skin                                     | Shareen Krager      |                 | Guy Nattiv              |
| 2019 | Elrabolt világ                             | Captive State                            | Jane Doe            | Bertalan Ágnes  | Rupert Wyatt            |
| 2019 | Godzilla II. – A szörnyek királya          | Godzilla: King of the Monsters           | Dr. Emma Russell    | Bertalan Ágnes  | Michael Dougherty       |
| 2019 | Annabelle 3. – Hazatérés                   | Annabelle Comes Home                     | Lorraine Warren     | Bertalan Ágnes  | Gary Dauberman          |
| 2021 | Démonok között 3. – Az ördög kényszerített | The Conjuring 3: The Devil Made Me Do It | Lorraine Warren     | Bertalan Ágnes  | Michael Chaves (1.)     |
| 2021 | A maffia szentjei                          | The Many Saints of Newark                | Livia Soprano       | Kocsis Mariann  | Alan Taylor             |
| 2023 | Az apáca 2.                                | The Nun II                               | Lorraine Warren     | nem szólal meg  | Michael Chaves (2.)     |
| 2023 | Származás                                  | Origin                                   | Kate Medina         |                 | Ava DuVernay            |
| 2023 | Ezra                                       | Ezra                                     | Grace               | Bertalan Ágnes  | Tony Goldwyn            |
| 2025 |                                            | The Conjuring: Last Rites                | Lorraine Warren     |                 | Michael Chaves (3.)     |

### Televízió

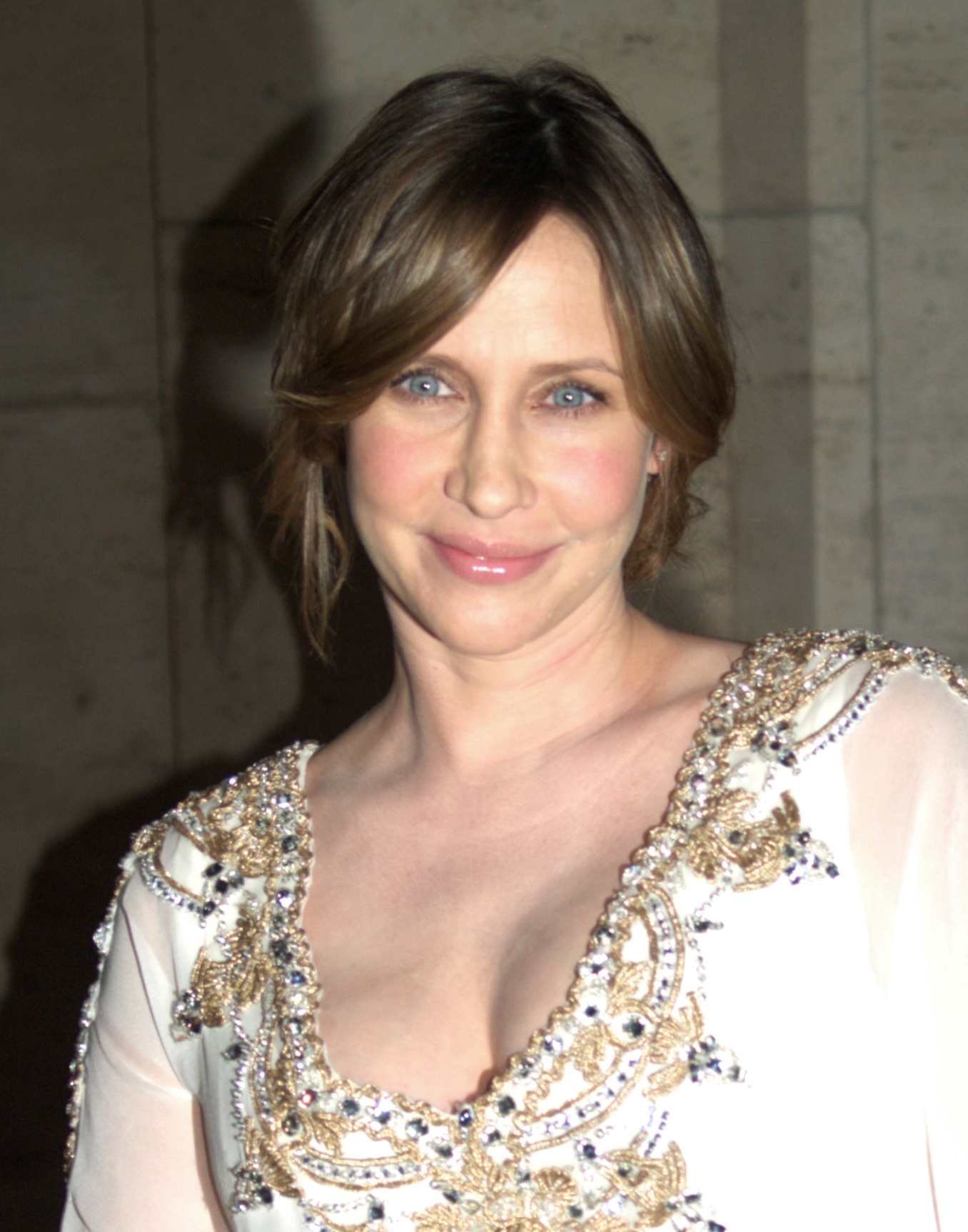
2010-ben

| Év        | Magyar cím                         | Eredeti cím                         | Szerep               | Megjegyzések                                                             |
| --------- | ---------------------------------- | ----------------------------------- | -------------------- | ------------------------------------------------------------------------ |
| 1997      |                                    | Roar                                | Catlin               | 13 epizód                                                                |
| 1997      |                                    | Rose Hill                           | Emily Elliot         | tévéfilm                                                                 |
| 1998      | Esküdt ellenségek                  | Law & Order                         | Lindsay Carson       | 1 epizód                                                                 |
| 1998      | Trinity – Érzelmek viharában       | Trinity                             | Allison              | 1 epizód                                                                 |
| 2001      | Hófehérke                          | Snow White: The Fairest of Them All | Jozefin              | - tévéfilm - magyar hangja: - Juhász Judit                               |
| 2001–2002 | Undercover – A titkos csapat       | UC: Undercover                      | Alex Cross           | 13 epizód                                                                |
| 2004      | Vasakaratú angyalok                | Iron Jawed Angels                   | Ruza Wenclawska      | - tévéfilm - magyar hangja: - Németh Kriszta                             |
| 2004      | Ördögi nyomozó                     | Touching Evil                       | Susan Branca nyomozó | - 12 epizód - magyar hangja: - Rudolf Teréz                              |
| 2013–2017 | Bates Motel – Psycho a kezdetektől | Bates Motel                         | Norma Bates          | - főszereplő és producer - magyar hangja: - Pápai Erika - Bertalan Ágnes |
| 2018      |                                    | Philip K. Dick's Electric Dreams    | A Jelölt             | 1 epizód                                                                 |
| 2019      | A Central parki ötök               | When They See Us                    | Elizabeth Lederer    | minisorozat (2 epizód)                                                   |
| 2021      | Halston                            | Halston                             | Adele                | minisorozat (1 epizód)                                                   |
| 2021      | Sólyomszem                         | Hawkeye                             | Eleanor Bishop       | - 6 epizód - magyar hangja: - Szávai Viktória                            |
| 2022      | Öt nap a kórházban                 | Five Days at Memorial               | Dr. Anna Pou         | 8 epizód                                                                 |